# ریچارد باکالیان
ریچارد باکالیان (ارمنی: Ռիչարդ Բաքալյան; انگلیسی: Richard Bakalyan؛ زادهٔ ۲۹ ژانویهٔ ۱۹۳۱ - درگذشته ۲۷ فوریه ۲۰۱۵) یک بازیگر آمریکایی ارمنی‌تبار بود.

## فیلم‌شناسی
از فیلم‌ها یا برنامه‌های تلویزیونی که وی در آن نقش داشته‌است می‌توان به روباه و سگ شکاری، فریب‌خورده، بچه‌ها دنبالم بیاین، شما او را می‌بینید، چارلی و فرشته، قوی‌ترین مرد جهان و قطار سریع‌السیر فون راین اشاره کرد.